# Чизер
Чизер (рум. Cizer) — село у повіті Селаж в Румунії. Адміністративний центр комуни Чизер.
Село розташоване на відстані 385 км на північний захід від Бухареста, 19 км на південний захід від Залеу, 64 км на північний захід від Клуж-Напоки.

## Населення
За даними перепису населення 2002 року у селі проживала 1741 особа.
Національний склад населення села:
| Національність | Кількість осіб | Відсоток |
| -------------- | -------------- | -------- |
| румуни         | 1541           | 88,5%    |
| цигани         | 197            | 11,3%    |

Рідною мовою назвали:
| Мова      | Кількість осіб | Відсоток |
| --------- | -------------- | -------- |
| румунська | 1692           | 97,2%    |
| циганська | 46             | 2,6%     |